# 狄奥多西法典
《狄奥多西法典》（拉丁語：Codex Theodosianus）是自312年以來东罗马帝国基督教皇帝对罗马法进行的汇编。东罗马皇帝狄奧多西二世和西罗马皇帝瓦倫提尼安三世於429年3月26日成立了一個委员会准备编纂，并于438年2月15日公布。439年1月1日，法典开始于帝国东西两部分生效。

## 编纂
429年3月26日，皇帝狄奧多西二世於首都君士坦丁堡向元老院宣布他打算成立一個委員會，編纂從君士坦丁一世到他本人和西罗马皇帝瓦倫提尼安三世統治時期的所有法律（leges，單數lex）。該法典涵蓋了312年至438年的法律，因此到438年，「帝國法律的數量已變得難以管理」。從429年開始，22位學者分成兩組，歷時九年，最後編纂成了後來的《狄奧多西法典》。這項工作的主要監督者是安提阿‧丘宗，他是一位律師，同時也是安提阿的禁衛軍長官和執政官。
他們的成果是一部由16卷書組成的彙編，涵蓋了313年至437年間頒布的2,500多部憲法。同時，他們刪除了過時的條款和多餘的語句，並進行了增補、修訂和修改。英國歷史學家约翰·弗雷德里克·马修斯曾闡述狄奧多西法典的重要性，他說：「《狄奧多西法典》是自十二銅表法以來，羅馬政府首次嘗試透過公共權力收集和發布其法律。」該法典涵蓋了羅馬帝國4世紀和5世紀的政治、社會經濟、文化和宗教主題。
大約在291-294年，一部名為《格里高利法典》的帝國法令彙編成書，而大約在295年出版了一部有限的詔書彙編《赫爾莫吉尼法典》。西爾蒙憲法也可能只是帝國法律的小型彙編。然而，狄奧多西希望編纂一部更為全面的法典，以便更深入地了解帝國後期（321年-429年）的法律。法律學者彼得·斯坦因指出：「狄奧多西對他在東方帝國的法律水平低下感到不安。」他在君士坦丁堡創辦了一所法律學校。429年，他指派一個委員會收集自君士坦丁時代以來的所有帝國憲法。
在收集大量資料的過程中，編纂者通常會擁有同一法律的多份副本。此外，編纂者所參考的資料也隨著時間的推移而改變了。美國古典學家克利福德·安藤指出，根據馬修斯的說法，編纂者「在4世紀後期一直依賴西部行省的資料，此後則依賴中部和東部的檔案。」
經過6年，初版於435年完成，但並未出版。相反，它經過了改進和擴充，最終於438年完成，並提交給羅馬和君士坦丁堡的元老院。馬修斯認為，這兩次嘗試並非第一次嘗試失敗的結果；然而，第二次嘗試表明「在編輯過程的新階段，對最初的目標進行了重申和改進」。其他人提出了不同的理論來解釋冗長的編輯過程和兩次不同的委託。法律史學家鮑德溫·西爾克斯認為，「這部法典是根據在君士坦丁堡、羅馬或拉文納發現的帝國抄本編纂而成，並輔以一些私人收藏的材料，而延誤是由於核實文本準確性和提高法律連貫性等問題造成的。”
這部作品的語氣反映了起草者所接受的修辭訓練，歷史學家艾弗里爾·卡梅倫將其描述為「冗長、說教和自命不凡」。

## 法典
這部法典以拉丁文寫成，明確提及君士坦丁堡和羅馬這兩個首都。它也關注在基督教內部推行正統教義──當時阿里烏斯派的爭議仍在持續──並包含65條針對異端的法令。
最初，狄奧多西試圖從君士坦丁開始製定《一般法典》（leges generales），作為《格里高利法典》和《赫爾莫吉尼法典》的補充。他打算用古羅馬法學家的觀點和著作來補充這些法典，就像後來查士丁尼一世的《民法大全》中的摘要一樣。但事實證明，這項任務過於艱鉅。因此在435年，他決定只專注於從君士坦丁到本書成文時期的法律。
馬修斯指出：「然而，《狄奧多西法典》與查士丁尼的《民法大全》（除《新律》外）有所不同，因為它主要不是基於現存的法律著作和文本集，而是基於從未匯集在一起的一手資料。」大約100年後出版的民法大全既包括ius（「法律作為一種解釋學科」）和leges（「法律解釋所依據的主要立法」）。查士丁尼的《民法大全》第一部分（或稱（查士丁尼法典））包含12卷憲法或帝國法律，而第二部分和第三部分（即《學說匯纂》和《法學階梯》）則包含了古典羅馬法學家盖约的《法學原理》。
雖然由於缺乏司法審查，《狄奧多西法典》似乎缺乏個人色彩，但進一步審視這部法典，可以深入了解狄奧多西編纂這部法典背後的動機。學者諾埃爾·倫斯基引述馬修斯的話說，「帝國憲法不僅代表了規定性的法律公式，也代表了皇帝的道德和意識形態原則的描述性宣言」。

## 基督教
除了澄清混亂，制定單一、簡化且具有取代性的法典之外，狄奧多西二世還試圖鞏固基督教作為帝國官方宗教的地位。此前，基督教在四帝共治制時期的帝國東部副皇帝伽列里乌斯統治時期被非刑事化，並在君士坦丁統治時期得到推廣。希波的奥古斯丁在其著作《上帝之城》中讚揚了狄奧多西二世的祖父狄奧多西大帝，他與狄奧多西二世有著相同的信仰和虔誠，並稱其為「一位基督教統治者，他的虔誠體現在他頒布的有利於天主教會的法律中」。
例如，《狄奧多西法典》明確規定，在聖週期間，所有法律行為都應停止，所有法院的大門也應在聖週的15天內關閉（1. ii. tit. viii.）。該法典還制定了懲罰同性戀的法律，這與羅馬共和國時期的政策背道而馳。在共和國時期，同性戀被容忍，儘管可能被嘲笑，但並不違法。
首批教會免稅的法律出現在法典中，並被認為是君士坦丁及其兒子君士坦提烏斯二世所為。這些法律規定，除神職人員個人擁有的土地外，神職人員、其家屬以及教會所擁有的土地均免於義務服務和稅收。

### 脚注

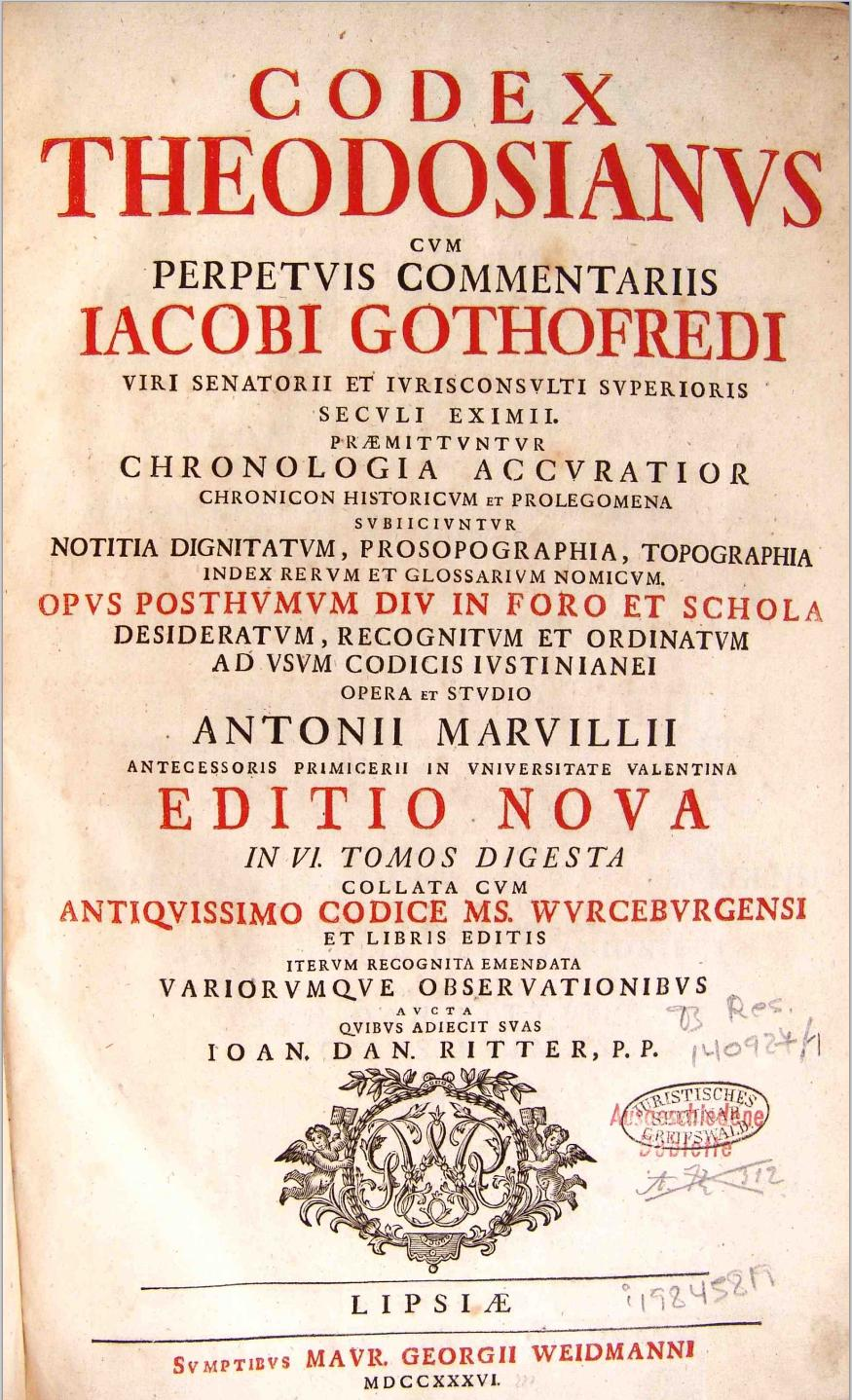
18世紀版本，由雅克·戈德弗魯瓦註釋

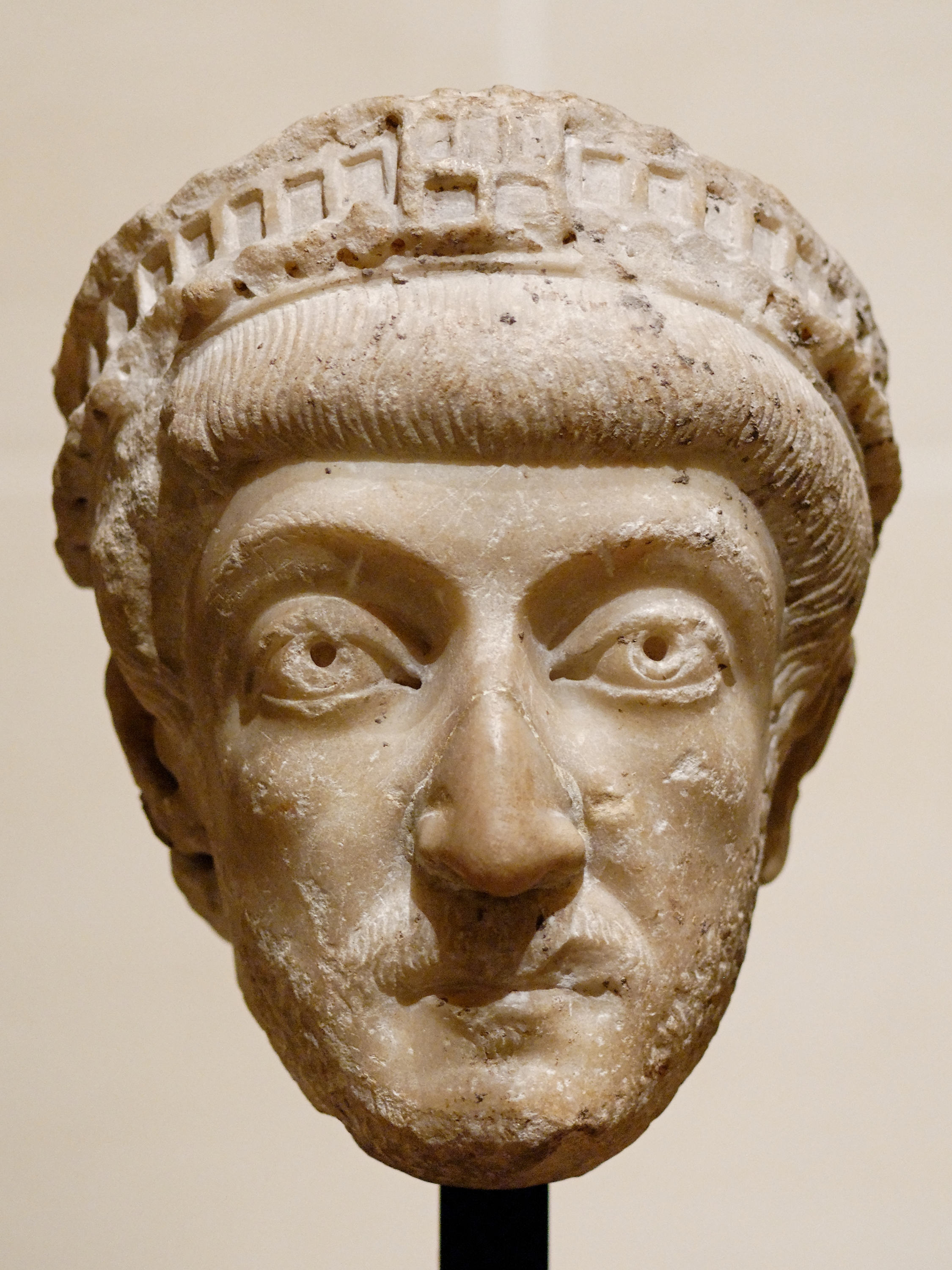
卢浮宫的狄奥多西二世头像

1. 1 2  "Codex Theodosianus" in The Oxford Dictionary of Byzantium, Oxford University Press, New York & Oxford, 1991, p. 475. ISBN 0195046528
2. ↑  http://penelope.uchicago.edu/Thayer/E/Roman/Texts/secondary/SMIGRA*/Codex_Theodosianus.html （页面存档备份，存于） LacusCurtius • Roman Law — Theodosian Code (Smith's Dictionary, 1875)
3. 1 2  Peter Stein, pp. 37–38
4. ↑  Martin 1995，第510頁.
5. ↑  Lenski 2003，第337–340頁.
6. ↑  Hornblower, Spawforth & Eidinow 2012，第107頁.
7. ↑  Berger 1953，第392頁.
8. ↑  Matthews 2000，第17頁.
9. ↑  Matthews 2000，第10–18頁.
10. 1 2  Kazhdan & Talbot 1991，第475頁.
11. ↑  Clifford Ando, p. 200
12. ↑  Alexander 1995，第191頁.
13. ↑  Alexander 1995，第191–193頁.
14. ↑  Cameron 1998，第683頁.
15. ↑  Mango 2002，第105頁.
16. ↑  Matthews 2000，第12頁.
17. ↑  Matthews 2000，第10–12頁.
18. ↑  Lenski 2003，第331頁.
19. ↑  Matthews 2000，第8頁.
20. ↑  Frakes n.d.
21. ↑  Pharr, Davidson & Pharr 2001，第232–233頁.
22. ↑  Pharr, Davidson & Pharr 2001，第443頁.
23. ↑  Elliott 1978，第333頁.

### 书籍
- Lenski, Noel. . The Classical Journal (The Classical Association of the Middle West and South, Inc.). February–March 2003, 98 (3): 337–340.
- Matthews, John F. . New York, NY: Yale University Press. 2000.